# Paolo Manfredini
Paolo Manfredini (Reggio Emilia, 23 aprile 1926) è un ex calciatore italiano, di ruolo portiere.

## Caratteristiche tecniche
Portiere agile anche se di notevole statura per l'epoca (188 cm), sfruttava le sue doti fisiche soprattutto tra i pali e nelle uscite alte.

## Carriera
Cresciuto nella Gardenia, piccola squadra di Reggio Emilia, milita in seguito nel Correggio e debutta in Serie C con il Trancerie Mossina di Guastalla, nel campionato 1942-1943, l'ultimo prima della sospensione bellica. Alla ripresa dell'attività, dopo un'ulteriore stagione nel Guastalla, si trasferisce al Piacenza, militante in Serie B. Nella stagione di esordio è subito titolare, contribuendo al piazzamento di centro classifica degli emiliani, mentre nell'annata successiva si alterna con Furio Scarpellini tra i pali della porta piacentina, nella stagione della retrocessione in Serie C.
Rimane al Piacenza anche all'inizio del campionato 1948-1949 (senza presenze), e nel gennaio 1949 viene ceduto alla Reggiana in Serie B. Nella prima stagione disputa solamente 3 partite, come riserva di Livio Martinelli, guadagnandosi gradatamente il posto da titolare nei campionati successivi fino alla stagione 1950-1951, quando stabilisce il record di imbattibilità della porta granata (5 partite consecutive).
Difende la porta della Reggiana fino al 1954, dopo la doppia retrocessione che porta gli emiliani dalla Serie B alla IV Serie. Chiude la carriera militando per tre stagioni nel Moglia, con cui ottiene la promozione in IV Serie nel campionato di Promozione 1954-1955.
In totale ha collezionato 144 presenze in Serie B con Piacenza e Reggiana.